# Chaumières de Cordeville à Auvers-sur-Oise
Les Chaumières de Cordeville à Auvers-sur-Oise, voire Chaumes de Montcel, est une peinture à l'huile sur toile de 73 × 92 cm réalisée en juin 1890 à Auvers-sur-Oisepar Vincent van Gogh, un mois avant sa mort en 29 juillet 1890 et conservée à Paris au musée d'Orsay.

## Histoire
Vincent van Gogh a quitté en mai 1890 l'asile de Saint-Rémy pour se rendre à Paris chez son frère Théo où il fait la connaissance de sa belle-sœur et de leur petit bébé, puis il s'installe à Auvers-sur-Oise à une trentaine de kilomètres au nord de Paris, afin d'être suivi par le docteur Gachet (1828-1909). Les dernières semaines de sa vie coïncident avec une période frénétique de création artistique.
Cordeville est un lieu-dit ou hameau à l'écart du village d'Auvers-sur-Oise.
Ce tableau a fait l'objet en 1954 d'un don au musée du Louvre de la part de Paul Gachet (1873-1962), fils du docteur Gachet ; il a été installé au musée du Jeu de Paume avant de trouver sa place actuelle au musée d'Orsay en 1986, sous le numéro d'inventaire RF 1954 14.

## Description
Les chaumières sont peintes de manière torturée comme si Van Gogh voulait en dilater les volumes, dans une matière travaillée en pleine pâte faisant ressortir les tons froids, gris, vert de gris et verts, sous un ciel bleu foncé aux nuages échevelés, rappelant La Nuit étoilée. La maison au toit de chaume semble invisible dans les tons verts. Les tons chauds ont ici disparu. Les arbres et l'herbe semblent être mus par un vent puissant. L'âme tourmentée du peintre donne ici une vue « fantastique » et tempétueuse.

## Citation dans les arts
Il est cité dans La Maison des mères, dernier livre du cycle de Dune de Frank Herbert comme le tableau préféré de la Révérende Mère Ordade. « Ce tableau exprime l'impossibilité de supprimer la fibre sauvage, cette chose unique qui se manifeste chez les humains quels que soient les efforts que nous puissions faire pour la rejeter ».